# Irritating Stick
Irritating Stick (Japans: 電擊イライラ棒 リターンズ; Dengeki IraIra Bou) is een videospel dat werd ontwikkeld door Saurus en uitgegeven door Jaleco Entertainment. Het spel werd uitgebracht in 1998 voor de Sony PlayStation. Het spel is gebaseerd op de gelijknamige Japanse gameshow en arcadespel. De speler is de kandidaat en moet met een metalen ring aan een stok langs een metalen baan glijden. Zodra de speler de baan raakt krijgt deze een "shock" via de controller. Het perspectief van het spel is in de derde persoon met bovenaanzicht. Bij het spel kunnen een of twee personen simultaan spelen of met acht personen in een toernooi. Het spel omvat 100 velden, een random veldgenerator en een editor om zelf velden te maken.

## Ontvangst
Het spel werd slecht ontvangen:
| Beoordeeld door       | Jaar | Score |
| --------------------- | ---- | ----- |
| IGN                   | 1999 | 55%   |
| GameSpot              | 1999 | 30%   |
| Netjak                | 2006 | 15%   |
| The Video Game Critic | 2001 | 0%    |

Van Game Revolution kreeg het in 2006 de prijs Worst Game Name Ever.